# Letters to Cleo
Letters to Cleo var ett rockband från Boston, Massachusetts, USA. Bandet bildades 1990 och gav ut tre skivor innan det splittrades 1998.
I december 2007 inträffade en improviserad återförening när fyra av de ursprungliga bandmedlemmarna dök upp till en konsert för supporteren Jeanne Connolly. Medlemmarna återförenades officiellt för en serie show ett år senare i Los Angeles, Boston och New York City. Fler konserter följde 2009 med show i New Orleans, Dallas, Houston och Austin.
I juli 2009 återvände bandmedlemmarna till sina egna projekt.
Letter to Cleo rapporterades vara tillbaka tillsammans och spela in ny musik i februari 2016. Bandets Facebook- och Twitter-sidor har varit aktiva med statusuppdateringar, bilder och videor av pågående inspelning.

## Medlemmar
Nuvarande medlemmar
- Kay Hanley – sång, rytmgitarr (1990–2000, 2008–2009, 2014, 2016– )
- Greg McKenna – sologitarr, bakgrundssång (1990–2000, 2008–2009, 2014, 2016– )
- Stacy Jones – trummor, percussion (1990–1997, 2008–2009, 2014, 2016– )
- Michael Eisenstein – rytmgitarr, keyboard, bakgrundssång (1992–2000, 2008–2009, 2014, 2016– )
- Joe Klompus – basgitarr, bakgrundssång (2008–2009, 2016– )

Tidigare medlemmar
- Tom Polce – trummor (1997)
- Jason Sutter – trummor (1997–2000)
- Scott Riebling – basgitarr, bakgrundssång (1990–2000)

Turnerande medlem
- Richie Noble – keyboard (1998–2001)

## Diskografi
Studioalbum
- 1993 – Aurora Gory Alice
- 1995 – Wholesale Meats And Fish
- 1997 – Go!

Livealbum
- 2009 – From Boston Massachusetts

EP
- 2016 – Back to Nebraska

Singlar
- 1992 – "Here & Now" / "Rim Shack"
- 1995 – "Here & Now" / "Big Star"
- 1995 – "Awake" / "Acid Jed"
- 1996 – "Dangerous Type"
- 1997 – "Anchor" / "Never Tell"
- 1999 – "I Want You to Want Me" / "Cruel to Be Kind"

Samlingsalbum
- 1998 – Sister
- 2008 – When Did We Do That?